# Ribagorda
Ribagorda es una localidad del municipio conquense de Sotorribas, en la Comunidad Autónoma de Castilla-La Mancha (España). 
La iglesia está dedicada a san Pedro Apóstol.

## Localidades limítrofes
Confina con las siguientes localidades:
- Al norte con La Frontera.
- Al este con Ribatajada.
- Al sureste con Villaseca y Pajares.
- Al suroeste con Torralba.
- Al noroeste con Albalate de las Nogueras.

## Demografía
| Gráfica de evolución demográfica de Ribagorda entre 1842 y 1970 |
| |
| Población de derecho según los censos de población del INE Población de hecho según los censos de población del INEEn este censo se denominaba Rivagorda: 1842 Entre el censo de 1981 y el anterior, este municipio desaparece porque se integra en el municipio Sotorribas |

Evolución de la población
| Gráfica de evolución demográfica de Ribagorda entre 2000 y 2017    |
|                                                                    |
| Población de derecho (2000-2017) según el padrón municipal del INE |

## Historia
Así se describe a Ribagorda en el tomo XIII del Diccionario geográfico-estadístico-histórico de España y sus posesiones de Ultramar, obra impulsada por Pascual Madoz a mediados del siglo XIX:

Aldea con ayuntamiento en la provincia, diócesis y partido judicial de Cuenca (5 leguas), audiencia territorial de Albacete (29), y capitanía general de Castilla la Nueva (Madrid 25). Situada en la falda de un montecito en forma de anfiteatro, y rodeado de otros 3 que le ocultan por todos lados menos por el N; el clima es algo frío, bien ventilado y sano, padeciéndose solo algunos dolores de costado y pulmonías. Consta de 88 casas, un pósito con 622 fanegas de trigo; escuela de primeras letras, concurrida por 40 niños de ambos sexos, dotada con una pequeña cantidad de propios y la retribución que dan los niños; una fuente dentro de la población y varias fuera; iglesia parroquial (San Pedro), aneja de la de Albalate de las Nogueras, servida por un teniente cura y un sacristán; al N de la iglesia el cementerio; y en el camino que de Cuenca dirige a Solán de Cabras la ermita de Nuestra Señora de Orcajada. El término confina por N con el de la Frontera; E Villaseca y Torralba; S Rivatajada, y O Albalate de las Nogueras; en su jurisdicción se encuentra un despoblado denominado los Villares. El terreno es bastante productivo, en especial una dilatada vega que baña en su extensión el río Trabaque; los únicos montes que hay son 2 dehesas que aunque poco pobladas, sirven para el consumo de leña. Los caminos son de herradura a excepción de la carretera que desde Cuenca dirige al Solán de Cabras y algún otro insignificante; la correspondencia se recibe de Cuenca los viernes y sale los sábados. Producciones: trigo, centeno, avena y otros cereales, hortalizas, legumbres y algunas frutas; se cría ganado lanar, vacuno, cabrío y algo de cerda; caza de liebres, perdices y conejos, y pesca de luinas y peces. Industria: la agrícola, algunos telares de telas del país y un molino harinero. Población: 62 vecinos, 247 almas. Capital productivo: 554.040 reales. Imponible: 27.702. El presupuesto municipal asciende a 1.575 reales y se cubre con el producto de las fincas de propios.
Diccionario geográfico-estadístico-histórico de España y sus posesiones de Ultramar